# Cotas universitárias
No âmbito das políticas de acesso ao ensino, "cotas universitárias" designa o instrumento unilateral de reserva de vagas de acesso ao ensino superior.
Cada universidade pode decidir implementar suas próprias cotas ou demais medidas de ação afirmativa, ou ser obrigada a instituí-las por força de lei. No Brasil, a Lei de Cotas determina implementação de cotas em universidades federais.

## Conceito
Cota é palavra derivada do latim quotus, de quot (quantos). Exprime a parte, a quantidade, etc.[carece de fontes?]

## Distinções importantes
Cota é uma dentre inúmeras políticas afirmativas, públicas e privadas. As "cotas universitárias" também não se confundem com "cotas raciais", pois ela não está relacionada a uma "raça", mas sim a um fator de desigualdade presente na sociedade, que pode ser econômico, por exemplo. Existem, desse modo, "cotas universitárias" destinadas a alunos de escolas públicas, alunos de baixa renda, etc.

## Objetivo
As políticas de cotas são usadas com o fim de corrigir uma distorção presente na sociedade. No caso das cotas universitárias, o seu escopo é corrigir um problema de acesso ao ensino superior .

## Formas de implementação
As cotas universitárias podem ser implementadas por iniciativa dos estabelecimentos de ensino ou impostas por Lei.

## Fundamento
No direito brasileiro, consoante ensina Calil Simão, as cotas possuem fundamento nuclear no art. 3 da Constituição Federal.

## Definição da política de cotas
A necessidade de cotas é avaliada por meio de dados estatísticos, já que o operador do direito por si só não é capaz de fixar os parâmetros adequados para sua implementação.